# Phidyle punctipes
Phidyle punctipes är en spindelart som först beskrevs av Hercule Nicolet 1849.  Phidyle punctipes ingår i släktet Phidyle och familjen spökspindlar. Inga underarter finns listade i Catalogue of Life.